# رالف کیدل
رالف کیدل (انگلیسی: Ralf Keidel؛ زادهٔ ۶ مارس ۱۹۷۷) بازیکن فوتبال اهل آلمان است.
از باشگاه‌هایی که در آن بازی کرده‌است می‌توان به باشگاه فوتبال روت وایس اهلن، باشگاه فوتبال اینگولشتات ۰۴، باشگاه فوتبال دویسبورگ، و باشگاه فوتبال نیوکاسل یونایتد اشاره کرد.
وی همچنین در تیم‌های ملی فوتبال زیر ۲۱ سال آلمان و زیر ۲۳ سال آلمان بازی کرده‌است.